# George Zimmerman
George Michael Zimmerman (nascido em 5 de outubro de 1983) é um americano que atirou fatalmente em Trayvon Martin, um jovem afro-americano de 17 anos, em Sanford, Flórida, em 26 de fevereiro de 2012. Em 13 de julho de 2013, ele foi absolvido da acusação de homicídio em segundo grau no julgamento Flórida v. George Zimmerman. Após a absolvição, Zimmerman foi alvo de um tiroteio decorrente de um incidente de fúria no trânsito, cujo autor foi condenado por tentativa de homicídio.
Após o caso, Zimmerman gerou controvérsias devido à sua atividade nas redes sociais, incluindo suas pinturas da bandeira confederada e declarações consideradas racistas e islamofóbicas, como o uso do termo "amante de negros" para se referir a um dono de bar, segundo a polícia da Flórida.

## Biografia
George Michael Zimmerman nasceu em 5 de outubro de 1983, em Manassas, Virgínia. Ele é o terceiro de quatro filhos, tendo um irmão, Robert Jr., e duas irmãs, Grace e Dawn. Sua mãe, Gladys Cristina (nascida Mesa) Zimmerman, nasceu no Peru, e seu bisavô materno era de origem afro-peruana. Seu pai, Robert Zimmerman Sr., é um veterano do Exército dos Estados Unidos com 22 anos de carreira militar, inicialmente como sargento e depois por 10 anos no Departamento de Defesa. Antes de se aposentar na Flórida em 2002, Zimmerman Sr. atuou como magistrado no 19º Distrito Judicial de Fairfax.
Zimmerman se identifica como hispânico em formulários de registro eleitoral. Sua família era conhecida por ser profundamente religiosa. Ele foi criado como católico e serviu como coroinha dos 7 aos 17 anos. Zimmerman estudou na All Saints Catholic School em Manassas antes de frequentar o ensino médio público. Aos 14 anos, ingressou em um programa extracurricular do JROTC [en] com o objetivo de se tornar um fuzileiro naval. Aos 15 anos, Zimmerman manteve três empregos de meio período à noite e nos fins de semana para economizar para comprar um carro. Ele se formou na Osbourn High School em 2001.
De acordo com os registros eleitorais do Condado de Seminole, Zimmerman se registrou como democrata em 2002. Segundo seu irmão Robert, Zimmerman votou em Barack Obama na eleição presidencial de 2008. Posteriormente, Zimmerman tornou-se crítico de Obama.

### Mudança para a Flórida
Após concluir o ensino médio, Zimmerman mudou-se para Lake Mary, Flórida, um subúrbio de Orlando, onde trabalhou em uma agência de seguros. À noite, ele frequentava aulas para obter uma licença de vendas de seguros. Nesse período, tornou-se amigo de Lee Ann Benjamin, corretora de imóveis, e de seu marido, John Donnelly, advogado em Sanford. Benjamin e Donnelly testemunharam em seu favor durante o julgamento pela morte de Martin. Segundo Donnelly, em 2004, Zimmerman e um amigo afro-americano abriram uma filial da Allstate Insurance [en], que faliu um ano depois.
Em julho de 2005, Zimmerman foi preso por supostamente agredir um policial à paisana que tentava prender um amigo seu em um bar. As acusações foram retiradas após ele concordar em participar de um programa de educação sobre álcool. Um mês depois, em agosto, sua ex-noiva solicitou uma ordem de restrição contra ele, alegando violência doméstica.

### Mudança para o Retreat at Twin Lakes
Zimmerman casou-se com Shellie Dean, uma cosmetologista licenciada, em 2007. Dois anos depois, o casal alugou uma casa no condomínio Retreat at Twin Lakes, em Sanford, Flórida. Antes disso, Zimmerman trabalhou em uma concessionária de carros e em uma empresa de auditoria de hipotecas. Em 2009, ele ingressou no Seminole State College, onde cursava um grau de associado em justiça criminal. Em dezembro de 2011, foi autorizado a participar de uma cerimônia de formatura, embora estivesse a um crédito de concluir o curso. Ele completava esse crédito na época do tiroteio. Zimmerman trabalhava como subscritor de seguros.
No início de 2011, Zimmerman participou de um fórum cidadão na prefeitura de Sanford para protestar contra a agressão a um homem negro sem-teto pelo filho de um policial branco de Sanford. Durante o evento, ele afirmou ter presenciado "comportamento repugnante" enquanto participava de um programa de acompanhamento policial. No entanto, o departamento de polícia declarou posteriormente não ter registros de quando, ou se, Zimmerman participou desse programa.

## Tiroteio e julgamento de Trayvon Martin

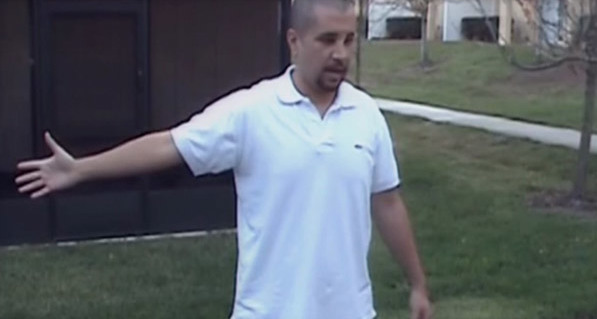
George Zimmerman, 2012

Em 26 de fevereiro de 2012, Zimmerman atirou fatalmente em Trayvon Martin, um estudante afro-americano de 17 anos, na comunidade The Retreat at Twin Lakes [en], em Sanford, Flórida. Zimmerman era o coordenador da vigilância de bairro em sua comunidade fechada; Martin estava hospedado temporariamente no local. O programa de vigilância de bairro de Twin Lakes não era registrado no Programa Nacional de Vigilância de Bairro, mas era administrado pelo departamento de polícia local. Após uma ligação anterior de Zimmerman, a polícia chegou ao local dois minutos após o disparo, durante uma altercação na qual Zimmerman atirou fatalmente em Martin, que não portava armas. Zimmerman foi detido, tratado por ferimentos na cabeça e interrogado por cinco horas.
O chefe de polícia afirmou que Zimmerman foi liberado porque não havia evidências que refutassem sua alegação de legítima defesa. Sob a lei de autodefesa da Flórida, a polícia era legalmente impedida de realizar uma prisão. O chefe de polícia declarou que Zimmerman tinha o direito de se defender com força letal. À medida que o caso ganhou notoriedade, milhares de manifestantes nos Estados Unidos exigiram a prisão de Zimmerman e uma investigação completa. Seis semanas após o tiroteio, em meio a uma cobertura midiática intensa, generalizada e, em alguns casos, enganosa, Zimmerman foi acusado de homicídio por uma promotora especial nomeada pelo governador Rick Scott.
O julgamento de Zimmerman começou em 10 de junho de 2013, em Sanford. Em 13 de julho, o júri absolveu Zimmerman das acusações de homicídio em segundo grau e homicídio culposo. Por três anos, o Departamento de Justiça dos EUA (DOJ) investigou Zimmerman por violações de direitos civis. Em fevereiro de 2015, o DOJ concluiu que não havia evidências suficientes de que Zimmerman tivesse intencionalmente violado os direitos civis de Martin, afirmando que o caso não atendia ao "alto padrão" para uma acusação federal por crime de ódio [en].
Após o DOJ anunciar que não o acusaria por crime de ódio, Zimmerman declarou que se sentia livre para expressar sua opinião "sem medo de retaliação". Zimmerman criticou o governo e o presidente Obama, acreditando que Obama inflamou tensões raciais. "Ele foi longe demais, extrapolou, até quebrou a lei em certos aspectos, ao ponto de um americano inocente ser processado pelo governo federal", afirmou Zimmerman.
Segundo Robert Jr., irmão de Zimmerman, em 2014, no ano seguinte ao julgamento, Zimmerman estava sem moradia e desempregado. Robert Jr. disse que, embora acreditasse que o "estado mental" de seu irmão estivesse melhor, Zimmerman era "uma pessoa muito traumatizada porque teve sua liberdade tirada".
Entre o tiroteio de Trayvon Martin e o julgamento, Zimmerman ganhou entre 45 e 57 kg em cerca de 16 meses. Ele pesava mais de 136 kg durante o julgamento. Seu peso foi discutido por Fox News e outros meios de comunicação, com especulações sobre como poderia influenciar a percepção do júri.

## Vida após o julgamento

### Resgate em acidente de carro
Em 17 de julho de 2013, quatro dias após o veredicto do julgamento, Zimmerman e outro homem ajudaram a resgatar uma família de quatro pessoas de seu veículo após um acidente de carro em Sanford.

### Prisões por violência doméstica
Em 2013, a esposa afastada de Zimmerman ligou para o 911, relatando que ele havia agredido seu pai e a ameaçado com uma arma. Zimmerman não foi acusado pelo incidente. Em novembro do mesmo ano, Zimmerman foi acusado de agressão agravada, um crime grave, após supostamente apontar uma espingarda para sua namorada durante um incidente de violência doméstica. O caso foi posteriormente arquivado. Em janeiro de 2015, Zimmerman foi novamente acusado de agressão doméstica após supostamente jogar uma garrafa de vinho em uma namorada diferente. As acusações também foram arquivadas.

### Tiroteio por Matthew Apperson
Em 9 de setembro de 2014, Zimmerman foi identificado pela polícia em um incidente de fúria no trânsito, no qual outro motorista, posteriormente identificado como Matthew Apperson, alegou que Zimmerman o seguiu e ameaçou. Zimmerman afirmou em depoimento que Apperson o abordou por causa de um pneu traseiro com vazamento, do qual Zimmerman já estava ciente. Ele explicou isso a Apperson antes que este perguntasse se Zimmerman sabia que estava "errado por matar aquele garotinho negro". Zimmerman perdeu Apperson de vista após pararem em um posto de gasolina e Zimmerman seguir em frente.
Em 11 de maio de 2015, Apperson disparou contra Zimmerman enquanto ambos dirigiam em carros separados em uma rua de Lake Mary. Zimmerman foi atingido por estilhaços de vidro e metal quando a bala atravessou a janela do lado do passageiro e foi parada pela moldura metálica, causando ferimentos faciais leves devido aos detritos. Zimmerman sinalizou para um policial e foi levado ao hospital. Apperson sustentou que Zimmerman foi o agressor e que ele agiu em legítima defesa. Zimmerman também portava uma arma no momento do incidente, mas seu advogado afirmou que "George nega categoricamente ter mostrado, brandido, exibido ou apontado a arma". Um porta-voz da polícia de Lake Mary declarou que "a investigação provou que George Zimmerman não foi o atirador".
Em 15 de maio de 2015, Apperson foi preso em Sanford, Flórida, com uma fiança de 35 mil dólares. Enquanto estava em liberdade sob fiança, Apperson foi acusado, condenado e preso por conduta desordeira, resultando na revogação de sua fiança. O Departamento de Polícia de Lake Mary relatou que "Apperson exibiu comportamentos incomuns, tendo sido recentemente internado em uma instituição psiquiátrica. Parece que Apperson tem uma fixação por Zimmerman e apresentou sinais de paranoia, ansiedade e transtorno bipolar".
Em 22 de setembro de 2015, um juiz determinou que Apperson seria julgado por tentativa de homicídio em segundo grau, além de uma acusação de agressão agravada e uma de disparo em veículo ocupado. Apperson foi condenado por tentativa de homicídio e agressão agravada com arma de fogo em 16 de setembro de 2016. Em 17 de outubro de 2016, Apperson foi sentenciado a 20 anos de prisão pela acusação de tentativa de homicídio em segundo grau. Ele também recebeu uma sentença concorrente de 15 anos por agressão agravada decorrente do mesmo incidente.

### Pinturas
Em dezembro de 2013, Zimmerman começou a vender pinturas que ele próprio criou. Sua primeira pintura, de uma bandeira americana, foi vendida por 100.099,99 dólares no eBay no final de dezembro.
Na página do leilão da pintura, Zimmerman escreveu:
Todos têm perguntado o que tenho feito. Encontrei uma maneira criativa de me expressar, minhas emoções e os símbolos que representam minhas experiências. Meu trabalho artístico me permite refletir, proporcionando uma saída terapêutica, e me permite permanecer em casa :-)
Espero que você goste de possuir esta obra tanto quanto eu gostei de criá-la. Seu amigo, George Zimmerman.
Posteriormente, foi relatado que a pintura da bandeira americana foi copiada, sem atribuição, de uma imagem de estoque obtida no Shutterstock.
Em janeiro de 2014, a Associated Press e o fotógrafo de Jacksonville, Flórida, Rick Wilson, exigiram que Zimmerman interrompesse a venda de uma de suas pinturas, pois a agência de notícias alegou que ela copiava diretamente uma foto de sua propriedade. A foto e a pintura mostram, de forma idêntica, a promotora de Jacksonville, Angela Corey (cujo escritório processou Zimmerman pela morte de Martin), segurando o polegar e os dedos juntos. Zimmerman aparentemente inventou a citação que adicionou à pintura: "Tenho esse tanto de respeito pelo sistema judicial americano." A controvérsia foi semelhante àquela envolvendo o uso de uma foto da AP por Shepard Fairey [en] na composição do cartaz "Hope" de Barack Obama [en].
Em agosto de 2015, Zimmerman começou a vender um número limitado de impressões de uma pintura da bandeira de batalha confederada em parceria com o vendedor de armas Andy Hallinan, da Florida Gun Supply, em Inverness, Flórida. Hallinan é conhecido por declarar que muçulmanos não eram bem-vindos em sua loja, que ele descreveu como "livre de muçulmanos". Michael Walsh, do Yahoo! News, observou: "A mais recente pintura de Zimmerman reúne três tópicos altamente controversos com os quais a nação está lidando: as mortes de jovens negros, a bandeira de batalha confederada e a discriminação contra muçulmanos americanos."
Andrew Russeth, do New York Observer, avaliou o trabalho de Zimmerman como semelhante a pintura por números. Jason Edward, editor colaborador da Art+Auction, descreveu as pinturas como "muito primitivas, o tipo de coisa que um crítico de arte não olharia duas vezes". Christian Viveros-Fauné, crítico de arte do Village Voice, referiu-se às empreitadas artísticas de Zimmerman como constituintes de "memorabilia de assassinato".

### Escândalos no Twitter
No final de agosto de 2015, a controvérsia envolvendo Zimmerman ganhou destaque quando sua foto de perfil no Twitter exibia uma bandeira confederada [en] "apoiada por uma bandeira americana" (em suas palavras). Postagens suas de agosto, frequentemente criticadas, incluíram uma em que Zimmerman chamou Obama de "babuíno ignorante"; outra em que postou uma imagem de Vester Lee Flanagan, um ex-repórter de notícias afro-americano que matou dois ex-colegas durante uma transmissão ao vivo, escrevendo: "Se Obama tivesse um filho [...]"; e outra em que Zimmerman digitou, em resposta a pessoas que queriam matá-lo, que os Estados Unidos entendem "como terminou para o último idiota que me atacou" (em referência a Trayvon Martin).
Em setembro de 2015, Zimmerman retweetou uma foto do corpo de Martin, postada por outro usuário do Twitter, com a legenda: "Z-Man é um exército de um homem só". Dias depois, Zimmerman publicou uma carta dizendo que a foto no tweet original estava marcada como "sensível" e foi bloqueada, então ele a retweetou por causa da mensagem de texto sem ver a foto.
Em dezembro de 2015, Zimmerman tuitou duas fotos de uma mulher sem blusa, que ele alegou ser sua ex-namorada, e a acusou de infidelidade e de roubar sua arma e dinheiro. Ele incluiu o número de telefone e o endereço de e-mail dela no tweet. Menos de duas horas depois, a conta de Zimmerman no Twitter foi suspensa pela administração da plataforma, conforme sua política contra a publicação de informações privadas e confidenciais de outra pessoa, incluindo endereços de e-mail, números de telefone e fotos íntimas. O tweet de Zimmerman incluía uma declaração contra muçulmanos.

### Venda da arma
Em 11 de maio de 2016, Zimmerman anunciou a intenção de leiloar a arma que usou para atirar em Martin. A postagem, na qual Zimmerman descreveu a arma como um "ícone americano de armas de fogo", gerou controvérsia. Zimmerman explicou posteriormente que o Departamento de Justiça havia devolvido a arma recentemente e que, como proprietário, ele tinha o direito de vendê-la. Zimmerman afirmou que os lucros da venda seriam destinados a combater a violência contra policiais por membros do movimento Black Lives Matter, além de "garantir o fim da carreira de perseguição de Angela Corey e da retórica antiarmas de Hillary Clinton". Após vender a arma, Zimmerman disse que optou por vendê-la diretamente devido à campanha de Clinton, que ele acusou de mentir sobre os eventos do tiroteio ao apoiar a Fundação Trayvon Martin.
Embora o leilão estivesse programado para 12 de maio, o anúncio da arma foi removido antes do início do leilão. O site original do leilão, GunBroker.com, emitiu um comunicado declarando que não queria participar do anúncio ou da publicidade relacionada. Zimmerman republicou a arma em outro site, United Gun Group. Em minutos, o site caiu devido ao tráfego intenso causado pelo anúncio. Conforme os lances prosseguiam, supostos licitantes começaram a usar nomes falsos, como "Donald Trump" e "Tamir Rice [en]", para fazer lances altos na arma, interpretados como brincadeira. Martin Shkreli [en] expressou interesse genuíno em comprar a arma para destruí-la ou colocá-la em um museu. Moderadores dos sites de leilão identificaram outras ações fraudulentas. Em 20 de maio, Zimmerman afirmou ter aceitado um lance de 250 mil dólares pela arma.

### Incidente em bar e suposto uso de insulto racial
Em 11 de novembro de 2016, foi relatado que Zimmerman havia sido expulso de um bar na Flórida Central. Um delegado foi chamado ao local para investigar uma denúncia de agressão envolvendo uma amiga de Zimmerman e estava revisando imagens de vigilância com o gerente quando Zimmerman começou a gritar com uma garçonete. Segundo o gerente, esse foi um de vários incidentes iniciados por Zimmerman, que levou à sua expulsão por invasão de propriedade. A funcionária relatou à polícia que tentou cobrar a conta do grupo, mas Zimmerman arrancou o cartão de crédito de sua mão e começou a gritar com ela. Os delegados afirmaram que, antes de sair, Zimmerman disse ao gerente: "Eu não sabia que você era um amante de pretos."
Foi relatado que amigos de Zimmerman também usaram insultos raciais contra outros clientes. Zimmerman alegou que Floyd L. Narcisse, um pastor negro de 38 anos, o havia acertado no ombro duas vezes, embora imagens de vigilância e relatos de testemunhas mostrassem Narcisse apenas tocando seu ombro para tentar falar com ele. O delegado tentou fazer Zimmerman preencher um formulário voluntário sob juramento, mas Zimmerman reclamou do oficial, escrevendo: "Quero prestar queixa. A narrativa na frente é verdadeira e correta. O oficial Nickell é um oficial incompetente, não qualificado até para virar hambúrgueres", e disse ao oficial que processaria o Departamento do Xerife do Condado de Seminole.

### Processos judiciais
Em 4 de dezembro de 2019, Zimmerman processou a família de Martin e outros envolvidos no julgamento, exigindo 100 milhões de dólares por suposta apresentação de falsas evidências e abuso de processo. O processo foi arquivado por um juiz em fevereiro de 2022, que concluiu não haver evidências para sustentar qualquer uma das alegações de Zimmerman. Em 18 de fevereiro de 2020, Zimmerman entrou com uma ação por difamação no valor de 265 milhões de dólares contra Pete Buttigieg e Elizabeth Warren. O processo foi arquivado em fevereiro de 2021; o juiz declarou que Zimmerman "não conseguiu alegar suficientemente um elemento essencial de difamação".

## Cultura popular
Zimmerman foi satirizado no episódio "World War Zimmerman" da série South Park, que estreou na Comedy Central nos Estados Unidos em 9 de outubro de 2013. O episódio parodia o filme World War Z e os julgamentos pelo assassinato envolvendo George Zimmerman.
Em 2013, a Public Policy Polling incluiu Zimmerman como um potencial candidato presidencial do Partido Republicano em uma pesquisa no Alasca para testar qual pessoa o estado apoiaria na eleição presidencial de 2016. Tom Jensen, diretor da Public Policy Polling, explicou em um e-mail que sua empresa incluiu Zimmerman devido à sua popularidade entre conservadores e à curiosidade sobre "como ele se sairia". Na pesquisa, Zimmerman recebeu 2% de apoio entre os habitantes do Alasca.